# La Belle Image (roman)
La Belle Image est un roman fantastique français de Marcel Aymé publié en 1941.

## Historique
La Belle Image paraît initialement en feuilleton du 15 décembre 1940 au 2 février 1941 dans le quotidien Aujourd'hui, puis est repris en volume chez Gallimard à Paris.

## Résumé
« Un Français d'avant 1939, qui pourrait être encore de 1941, subit une brusque métamorphose et change de visage. Il avait l'aspect d'un homme d'affaires probe, travailleur et soupçonneux. Le voilà devenu un délicieux jeune premier, très capable de faire perdre la tête aux femmes »

- Marcel Aymé

## Éditions
- Paris, Éditions Gallimard, coll. « blanche », 1941, 207 p.
- Pris, LGF, coll. « Le Livre de poche » no 2331, 1968, 256 p.
- Paris, Gallimard, coll. « Folio » no 205, 1972, 280 p.
- In Œuvres romanesques, Tome 4, illustrations de Roland Topor, Paris, Flammarion, 1977
- In Œuvres romanesques complètes, Tome III, édition publiée sous la direction de Michel Lécureur, Paris, Gallimard, coll. « Bibliothèque de la Pléiade » no 477, 2001  (ISBN 2-07-011473-2)

## Adaptations

### Cinéma
- 1951 : La Belle Image, film français réalisé par Claude Heymann, avec Franck Villard, Françoise Christophe et Suzanne Flon

### Bande dessinée
- 2011 : La Belle Image, adaptation et dessins par Cyril Bonin, Paris, Futuropolis, 2011  (ISBN 978-2-7548-0229-1)